# Mittleres Kalltal
Das Naturschutzgebiet Mittleres Kalltal liegt im Gemeindegebiet Simmerath. Es beginnt an der Kallstaumauer und endet an der Landesstraße 160.

## Beschreibung
Die Kall fließt hier als naturnaher Mittelgebirgsfluss durch ein mit Buchen, Eichen und Fichten bewachsenes Kerbtal. Die Flusssohle ist steinig bis kiesig mit Kolkbildungen. Der Auenbereich besteht aus Erlenauwald, südlich befinden sich Schluchtwaldreste. Der naturnahe Charakter macht die Kall hier zu einem wichtigen Gebiet für den Schutz und die Erhaltung typischer Fließwasserlebensgemeinschaften. Anzustreben ist der schonende Rückbau der Fichtenbestände und die Pflanzung von Laubwäldern.

## Schutzzweck
Geschützt werden sollen die Lebensräume für viele nach der Roten Liste der gefährdete Pflanzen, Pilze und Tiere in NRW. Das Gebiet dient vorrangig der Erhaltung eines naturnahen Fließgewässerabschnitts als Lebensraum für bedrohte Pflanzen- und Tierarten und der Erhaltung und Entwicklung natürlicher Lebensräume gemäß Anhang I FFH-Richtlinie: Biber, Großes Mausohr, Teichfledermaus, Eisvogel, Braunkehlchen, Schwarzspecht Beinbrech, Lungen-Enzian und Hainsimsen-Buchenwald.
Diese Biotoptypen sind in diesem Gebiet anzutreffen: Quellen, Nass- und Feuchtgrünland, naturnahe unverbaute Bachabschnitte, an der Oberfläche anstehende Felsen sowie Auwälder.